# 9A busz (Győr)
A győri 9A jelzésű autóbusz a Virágpiac - Kollégium - Adyváros - Virágpiac útvonalon közlekedik, amíg az ellenkező irányban a 19A. A vonalat a Volánbusz üzemelteti.

## Közlekedése
Csak hétvégén, illetve a nyári és téli tanszünet alatt közlekedik óránként.

## Útvonala
| Virágpiac → Kollégium → Adyváros → Virágpiac |
| --- |
| Virágpiac – Aradi vértanúk útja – Virágpiac tér – Zechmeister utca – Jókai utca – Szent István út – Baross Gábor híd – Baross Gábor út – Wesselényi utca – Buda utca – Tihanyi Árpád út – Mester utca – Mészáros Lőrinc utca – Fehérvári út – Szigethy Attila út – Ifjúság körút – Kodály Zoltán utca – Szigethy Attila út – Bartók Béla út – Hunyadi utca – Baross Gábor híd – Szent István út – Aradi vértanúk útja – Virágpiac |

## Megállóhelyei
| 0  | 0  | Virágpiac                                                                 | 17, 17B, 19A, CITY | Arrabona Áruház, Virágpiac tér, Karmelita Rendház |
| 1  | 1  | Zechmeister utca, Rába-part (Korábban: Zechmeister utca, Klastrom szálló) | 1, 1A, 8, 8B, 11, 14, 14B, 17, 17B, 19A, 29, CITY | Virágpiac tér, Karmelita Rendház, Karmelita templom, Bécsi kapu tér, Víziszinpad, Arrabona Áruház |
| 3  | 3  | Honvéd liget Városközpont                                                 | 1, 1A, 2, 2B, 5, 5B, 5R, 6, 7, 8, 8B, 11, 12, 12A, 14, 14B, 15, 15A, 17, 17B, 19A, 21, 21B, 22, 22A, 22B, 22Y, 29, 30, 30A, 30B, 30Y, 31, 31A, 37, 38, 38A, CITY Távolsági járatok S10 G10 , IC, InterRégió, EC, EN, ER, gyorsvonat, expresszvonat, | Győr Városháza, 2-es posta, Honvéd liget, Révai Miklós Gimnázium, Földhivatal, Megyeháza, Győri Törvényszék, Büntetés-végrehajtási Intézet, Richter János Hangverseny- és Konferenciaterem, Vízügyi Igazgatóság, Zenés szökőkút, Bisinger József park, Kormányablak |
| 6  | 6  | Buda utca                                                                 | 37 | |
| 8  | 8  | Malom liget                                                               | 11, 11Y, 15, 19A, 27, 32, 34, 36, 37 | Malom liget |
| 9  | 9  | Mester utca                                                               | 19A | ÉNYKK Zrt., Egészségbiztosítási Pénztár, Tánc- és Képzőművészeti Iskola |
| 11 | 10 | Mészáros Lőrinc utca, kollégium                                           | 19A | Széchenyi István Egyetem Külső Kollégium, ALDI, MÖMAX |
| 12 | 11 | Otthon utca (Graboplast)                                                  | 7, 17, 17B, 19A | ALDI, SPAR, MÖMAX, Graboplast Zrt. |
| 14 | 13 | Szigethy Attila út, Fehérvári út                                          | 14, 14B, 15, 19A, 20, 20Y, 23, 23A, 24, 25, 27, 28, 41 | Festékgyár, Adyvárosi sportcentrum, Barátság park |
| 15 | 14 | Ifjúság körút, Földes Gábor utca                                          | 19A, 23, 23A | Móra Ferenc Általános és Középiskola |
| 16 | 15 | Ifjúság körút 49.                                                         | 19A, 23, 23A | Szivárvány Óvoda |
| 17 | 16 | Kodály Zoltán utca, gyógyszertár                                          | 7, 17, 17B, 19A, 20, 24, 28, 41 | Kuopio park, Fekete István Általános Iskola, Móra Ferenc Általános Iskola és Szakgimnázium |
| 19 | 18 | Kodály Zoltán utca, Földes Gábor utca                                     | 7, 14, 14B, 17, 17B, 19A, 20, 24, 25, 28, 41 | Fekete István Általános Iskola, Kassák Lajos úti Bölcsőde, Vuk Óvoda, Kuopio park |
| 21 | 20 | Szigethy Attila út 97. (Korábban: Szigethy Attila út, Kodály Zoltán utca) | 7, 15, 17, 17B, 19A, 20Y | GYMSZC Szabóky Adolf Szakiskolája, Szivárvány Óvoda, GYSZSZC Pálffy Miklós Kereskedelmi és Logisztikai Szakgimnáziuma és Szakközépiskolája |
| 23 | 22 | Szigethy Attila út, könyvtár                                              | 7, 17, 17B, 19A, 20Y, 38, 38A | Dr. Kovács Pál Könyvtár és Közösségi Tér, Kossuth Zsuzsanna Leánykollégium, TESCO, Vásárcsarnok, Győr-Moson-Sopron Vármegyei Rendőr-főkapitányság |
| 24 | 23 | Bartók Béla út, vásárcsarnok                                              | 5, 5B, 5R, 6, 7, 17, 17B, 19A, 21, 21B, 38, 38A | Vásárcsarnok, Dr. Kovács Pál Könyvtár, Vármegyei Rendőr-főkapitányság, Mosolyvár Óvoda |
| 25 | 24 | Roosevelt utca (Bartók-emlékmű)                                           | 5, 5B, 5R, 6, 7, 17, 17B, 19A, 21, 21B, 38, 38A | Bartók Művészeti Bázisóvoda, Gárdonyi Géza Általános Iskola |
| 26 | 25 | Bartók Béla út, Kristály étterem                                          | 5, 5B, 5R, 6, 7, 21, 21B, 38, 38A | Helyközi autóbusz-állomás, Munkaügyi központ, ÉNYKK Zrt. forgalmi iroda, Leier City Center |
| 28 | 27 | Aradi vértanúk útja, szökőkút Városközpont                                | 1, 1A, 2, 2B, 5, 5B, 5R, 6, 7, 8, 8B, 11, 12, 12A, 14, 14B, 15, 15A, 17, 17B, 19A, 21, 21B, 22, 22A, 22B, 22Y, 29, 30, 30A, 30B, 30Y, 31, 31A, 37, 38, 38A, CITY Távolsági járatok S10 G10 , IC, InterRégió, EC, EN, ER, gyorsvonat, expresszvonat, | Győr Városháza, 2-es posta, Honvéd liget, Révai Miklós Gimnázium, Földhivatal, Megyeháza, Győri Törvényszék, Büntetés-végrehajtási Intézet, Richter János Hangverseny- és Konferenciaterem, Vízügyi Igazgatóság, Zenés szökőkút, Bisinger József park, Kormányablak |
| 29 | 28 | Virágpiac                                                                 | 17, 17B, 19A, CITY | Arrabona Áruház, Virágpiac tér, Karmelita Rendház |

1. ↑  Csúcsidőszakon kívül a menetidő rövidebb.